# Головач гигантский
Голова́ч гига́нтский (лат. Calvatia gigantea) — вид грибов из рода Головач (Calvatia) семейства Шампиньоновые (Agaricaceae).
Синонимы:
- Bovista gigantea (Batsch) Gray, 1821
- Calvatia bovista (L.) Pers., 1896
- Calvatia maxima (Schaeff.) Morgan, 1890
- Globaria gigantea (Batsch) Quél., 1873
- Langermannia gigantea (Batsch) Rostk., 1839
- Langermannia maxima (Schaeff.) Pázmány, 1996
- Lasiosphaera gigantea (Batsch) F. Šmarda, 1958
- Lycoperdon bovista L., 1753
- Lycoperdon giganteum Batsch, 1786
- Lycoperdon maximum Schaeff., 1774

## Описание
Плодовое тело шаровидное, реже яйцевидное, приплюснутое, до 50 см в диаметре. Средняя масса составляет 1-4 килограмма. Снаружи плодовое тело сначала белое, затем, по мере созревания, желтеет и буреет. Оболочка растрескивается на куски неправильной формы и отпадает, обнажая глебу, сначала белую, по мере созревания желтеющую и зеленеющую. Зрелая глеба оливково-коричневая. Споровый порошок темно-коричневый.

## Местообитание
Чаще всего эти грибы встречаются в умеренном поясе. Растут на лугах, полях, окраинах лиственных или смешанных лесов, садах и парках. В основном растут в одиночку, но появившись на одном месте могут не появляться долгое время или исчезнуть совсем. Такой вид получил название «метеорный». 

## Съедобность
Гриб съедобен только в молодом возрасте, когда мякоть его упругая, плотная, белого цвета.

## Использование
Споры головача — ценное лекарственное сырье. Чистые культуры головача проявляют высокую противоопухолевую активность. Из гриба был получен препарат кальвацин, антибластические свойства которого проверены в опытах с животными, поражёнными раком и саркомой.